# Гао Кэмин

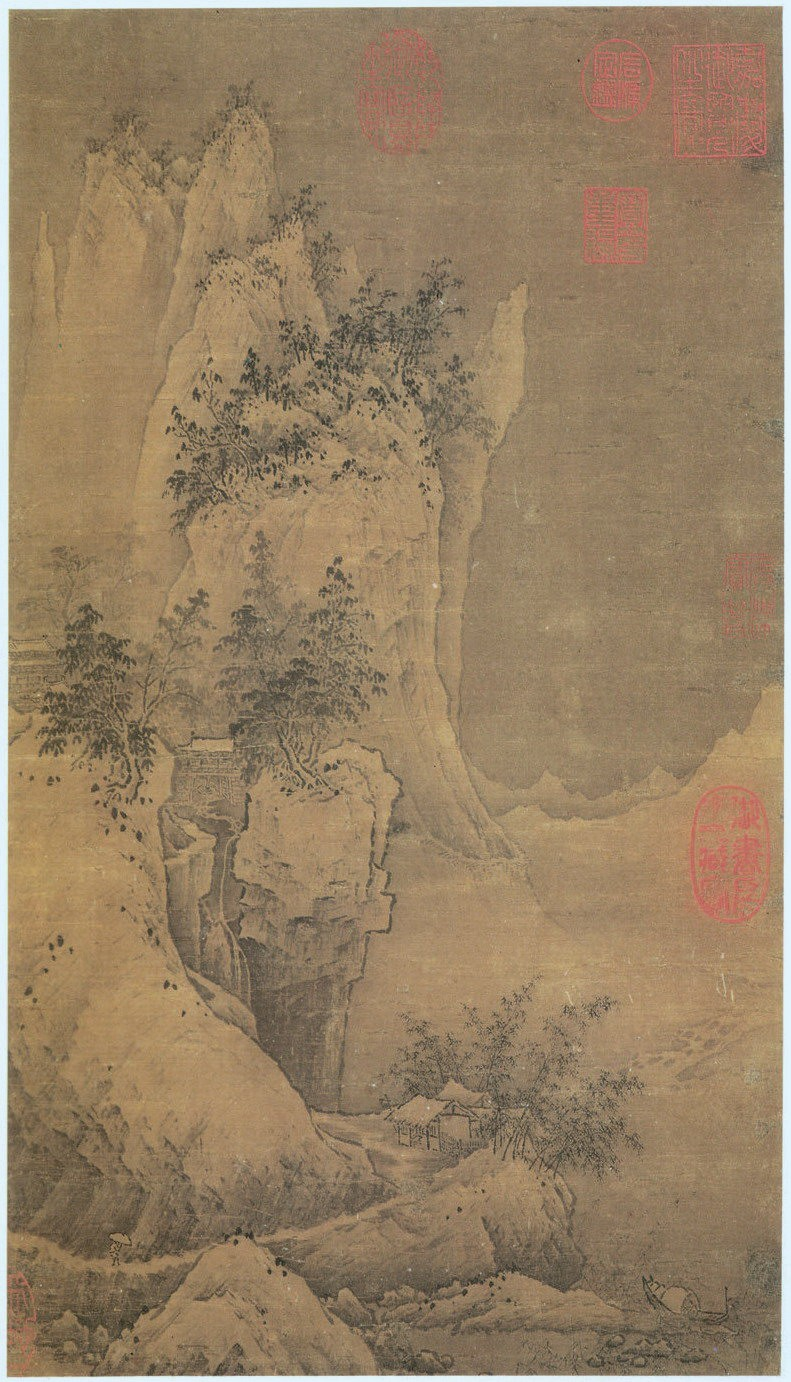
Снега вокруг горных потоков. Альбомный лист. Гугун, Тайбэй.

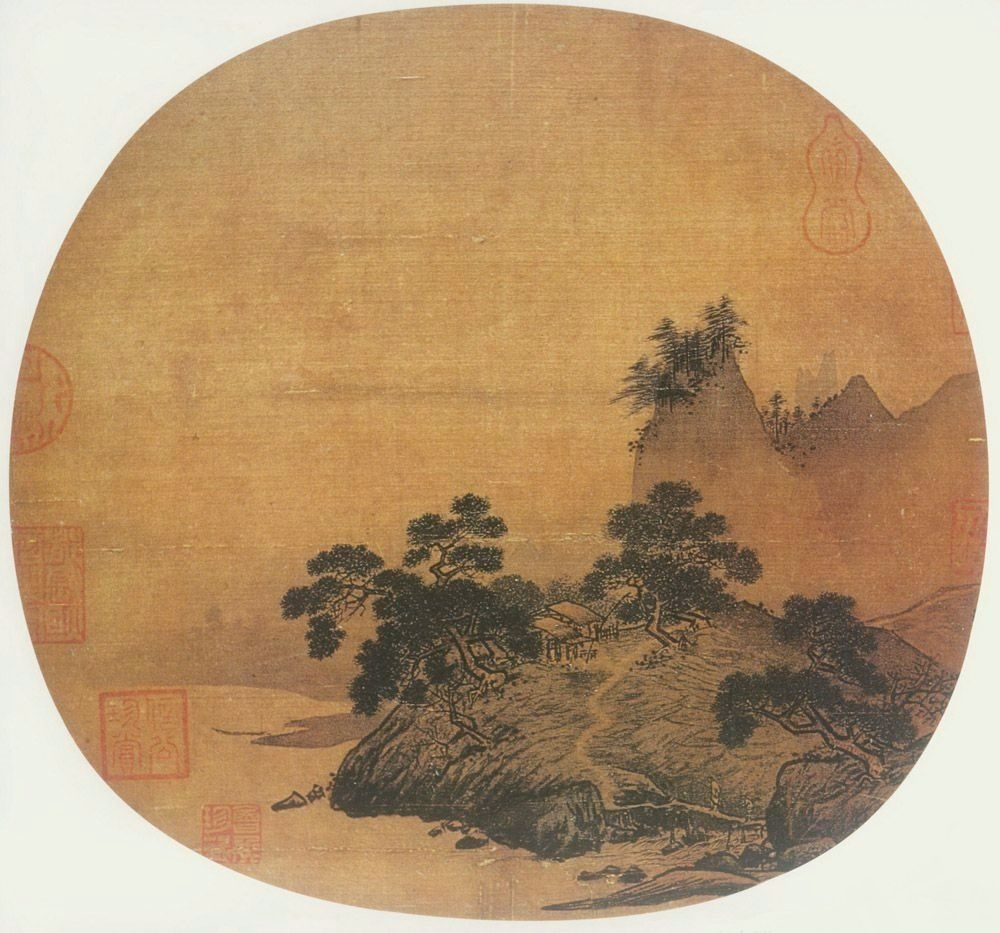
Рыбацкая деревня. Роспись веера. Гугун, Тайбэй

Гао Кэмин (кит. упр. 高克明; работал в 1008 — 1053гг) — китайский художник.

## Биография
Гао Кэмин был весьма крупной фигурой в художественной жизни ранне-сунского периода. Он был уроженцем Цзянчжоу (Шанси), однако точная дата его рождения неизвестна. Неизвестно, у кого он обучался живописному мастерству, также не известны ранние этапы его карьеры. Исторические источники сразу описывают его как живописца, служившего при Жэнь-цзуне (1022—1063), 4-м императоре династии Сун, в ранге дайчжао. В этом чине он руководил департаментом живописи при Академии Ханьлинь, то есть не просто исполнял императорские заказы, но и вёл административную деятельность, занимаясь формированием и текущими делами департамента. Он был принят в Академию в правление под девизом "Дачжун сянфу" (1008-16гг), и за особые заслуги ему был пожалован фиолетовый халат — особый знак почёта, которым император награждал далеко не каждого выдающегося мастера.
Сохранились исторические сообщения о деятельности Гао Кэмина в качестве придворного художника. Одним из ранних поручений императора была роспись интерьеров дворца Хуйцин. В 1032 году он с группой живописцев Академии получил заказ на исполнение 30 свитков. В 1034 году император Жэнь-цзун поручил мастеру выполнение пейзажей, посвящённых четырём временам года, с которыми не справился Бо Гоцзы. В 1048 году Гао Кэмин принял участие в большом проекте, над которым работали и другие художники: созданием цикла произведений к трудам Ян И и Ми Шу по истории и жизнедеятельности предков императора; в итоге к началу 1049 года были написаны десять свитков с портретами под названием «Изображения чиновников императорского правительства», в которых были отражены все сто пунктов истории Ян И и Ми Шу, рассказывающие о жизни императоров от Тай-цзу до Чжэнь-цзуна.
Гао Кэмин был дружен с Янь Вэньгуем и Чэнь Юнчжи. Вероятно, они были его ближайшими помощниками во всех текущих делах Департамента живописи. Его учеником был Лян Чжусинь, использовавший композиционные и технические приёмы Гао Кэмина.

## Творчество
По описаниям источников, Гао Кэмин был скромным и молчаливым человеком, предпочитавшим городскому обществу общение с природой. Он подолгу мог бродить по лесам и полям, наблюдая и изучая натуру, а впоследствии воспроизводил свои наблюдения на шёлке по памяти. Его любимым жанром был пейзаж, именно в этой области старинные историки искусства отмечают его особые достижения. Живопись пейзажа в его время находилась под сильным влиянием творчества Го Си (1020—1090), однако Гао Кэмин, в целом, пребывая в этом «мейнстриме», сумел выработать свою индивидуальную манеру изображения. Живший в XI веке историк и критик искусства Го Жосюй отмечает, что «Миниатюрные пейзажи, которыми он расписывал круглые веера и ширмы, были особенно хороши». Тем не менее, с точки зрения этого критика, манера мастера «была излишне искусной и детально прилежной, ему не хватало очарования воздушной лёгкости».
Оригинальные произведения Гао Кэмина не дошли до наших дней. Немногочисленны и копии с его работ. Современные исследователи отмечают, что более изысканная манера изображения деревьев в его пейзажах, уходит от того сурового реализма, который был характерен для творчества Го Си или Ли Чэна (вероятно, именно эта «красивость» не нравилась Го Жосюю). Тем не менее ни у кого не вызывают сомнений блестящие достижения художника в изображение заснеженного пейзажа. Сунские копии его пейзажей на веерах несут в себе следы влияния стиля Ма-Ся, однако сегодня невозможно понять, было ли это наслоением художника-копировальщика, или изобретением самого Гао Кэмина.

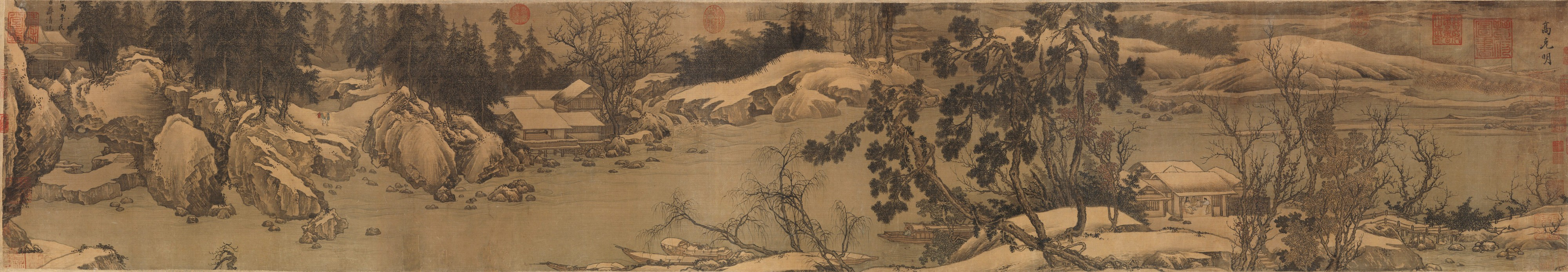
Горы и потоки в первом снеге. Приписывают Лю Сунняню (работал в 1175-1195гг) по оригиналу Гао Кэмина. Коллекция Кроуфорда, Музей Метрополитен, Нью Йорк.

## Список произведений
(по кн. James Cahill «An index of early Chinese painters and paintings: Tang, Sung, and Yüan» University of California Press. 1980, pp. 105–106)
- 1. Жилище на покрытом соснами холме (Рыбацкая деревня). Роспись веера. Приписывается. Прекрасная работа XII века. Гугун, Тайбэй
- 2. Снега вокруг горных потоков. Альбомный лист. Существуют другие версии этой композиции, одна приписывается Сяо Чжао (коллекция Вана), другая Ся Гую. Гугун, Тайбэй.
- 3. Осенняя роща и плавающие птицы. Роспись веера. Приписывается. Создана в период Ю. Сун или Юань. Гугун, Тайбэй.
- 4. Горы и потоки в первом снеге. Большой свиток, шёлк, краски. Подписан, и датирован 1035 годом. Ныне считают, что это копия, которую сделал Лю Суннянь с оригинальной работы Гао Кэмина. Коллекция Кроуфорда, Музей Метрополитен, Нью Йорк.